# Manoir de la Chaussée
Le manoir de la Chaussée est un édifice situé à Loyat en France.

## Localisation
Le manoir est situé sur le territoire de la commune de Loyat, au lieu-dit La Chaussée, dans le département du Morbihan en région Bretagne.

## Description
Le manoir actuel est construit selon un plan en tau, édifice à un étage carré, toiture à longs pans recouverte d'ardoise,  pignon couvert. Il est le résultat d'un remaniement : l'aile en retour en façade antérieure est rajoutée ; de même l'aile en retour en façade postérieure paraît plus récente que le corps central. À l'origine, on avait un plan rectangulaire divisé par un mur de refend ouvert de deux portes - encore en place - avec tour d'escalier demi-hors œuvre en façade antérieure, escalier à vis sans jour. À l'arrière, dans l'angle des deux ailes on observe le tracé oblique d'un passage, au niveau de l'étage.

## Historique
Le manoir est inscrit à l'inventaire général du patrimoine culturel.